# Microcharops flavicoxa
Microcharops flavicoxa là một loài tò vò trong họ Ichneumonidae.